# Living Proof (filme)
Living Proof (Brasil: Uma Chance para Viver / Portugal: Experiência de Uma Vida) é um telefilme norte-americano dirigido por Dan Ireland.
Lançado em 2008, foi protagonizado por Harry Connick Jr.
O filme é baseado na história da vida verdadeira do Dr. Dennis Slamon e no livro HER-2: The Making of Herceptin, a Revolutionary Treatment for Breast Cancer, de Robert Bazell. Vivienne Radkoff escreveu o roteiro e é também um dos produtores executivos do filme. Renée Zellweger é outro produtor executivo, junto com Neil Meron e Craig Zadan.
Tammy Blanchard, Amanda Bynes, Jennifer Coolidge, Angie Harmon, John Benjamin Hickey, Regina King, Swoosie Kurtz, Paula Cale Lisbe, Amy Madigan, Bernadette Peters e Trudie Styler são destaques no elenco de apoio.